# Ciboušov (národní přírodní památka)
Ciboušov je národní přírodní památka vyhlášená z důvodu ochrany mineralogického naleziště jaspisů a ametystů, drahokamové formy křemene. Vyhlášena byla Rozhodnutím rady Okresního národního výboru Chomutov v roce 1983. Rozkládá se na úpatí Krušných hor u obce Ciboušov, nedaleko města Klášterce nad Ohří v Ústeckém kraji na území o rozloze 4,96 ha. Z pohledu mineralogického patří Ciboušov mezi nejvýznamnější národní přírodní památky v severozápadních Čechách.

## Lokalita

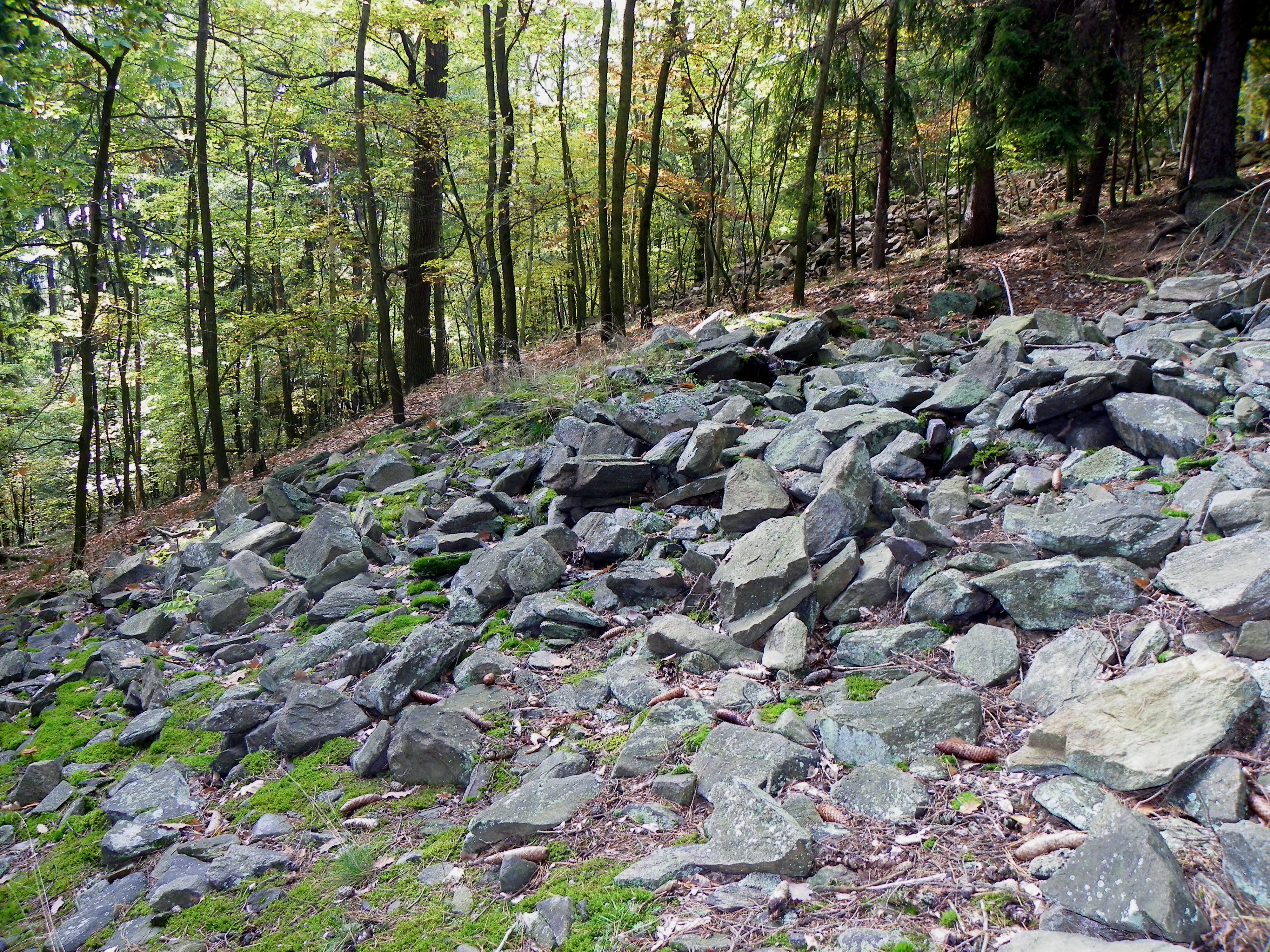
Naleziště minerálů na svahu národní přírodní památky Ciboušov

Lokalita Ciboušov je situována na úpatí Krušných hor, nedaleko města Klášterce nad Ohří. Nachází se v nadmořské výšce 425–460 m n. m., 2 km severně až severozápadně od stejnojmenné obce Ciboušov, na jižním svahu hřebenu, který je označován jako Liščí doupě. V blízkosti národní přírodní památky Ciboušov se nachází na temeni Holubího vrchu, v nadmořské výšce 550–577 m n. m., národní přírodní památka Doupňák. Vyhlášena byla rovněž v roce 1983 pro stejný mineralogický význam, tedy pro naleziště jaspisů a ametystů. Národní přírodní památka Doupňák se rozkládá na území o velikosti 12 ha, je tedy více než dvakrát větší, než je rozloha národní přírodní památky Ciboušov. Mezi další významné lokality z hlediska výskytu minerálů, konkrétně bleskového achátu, patří Horní Halže, sousedící s obcí Měděnec.

## Historie

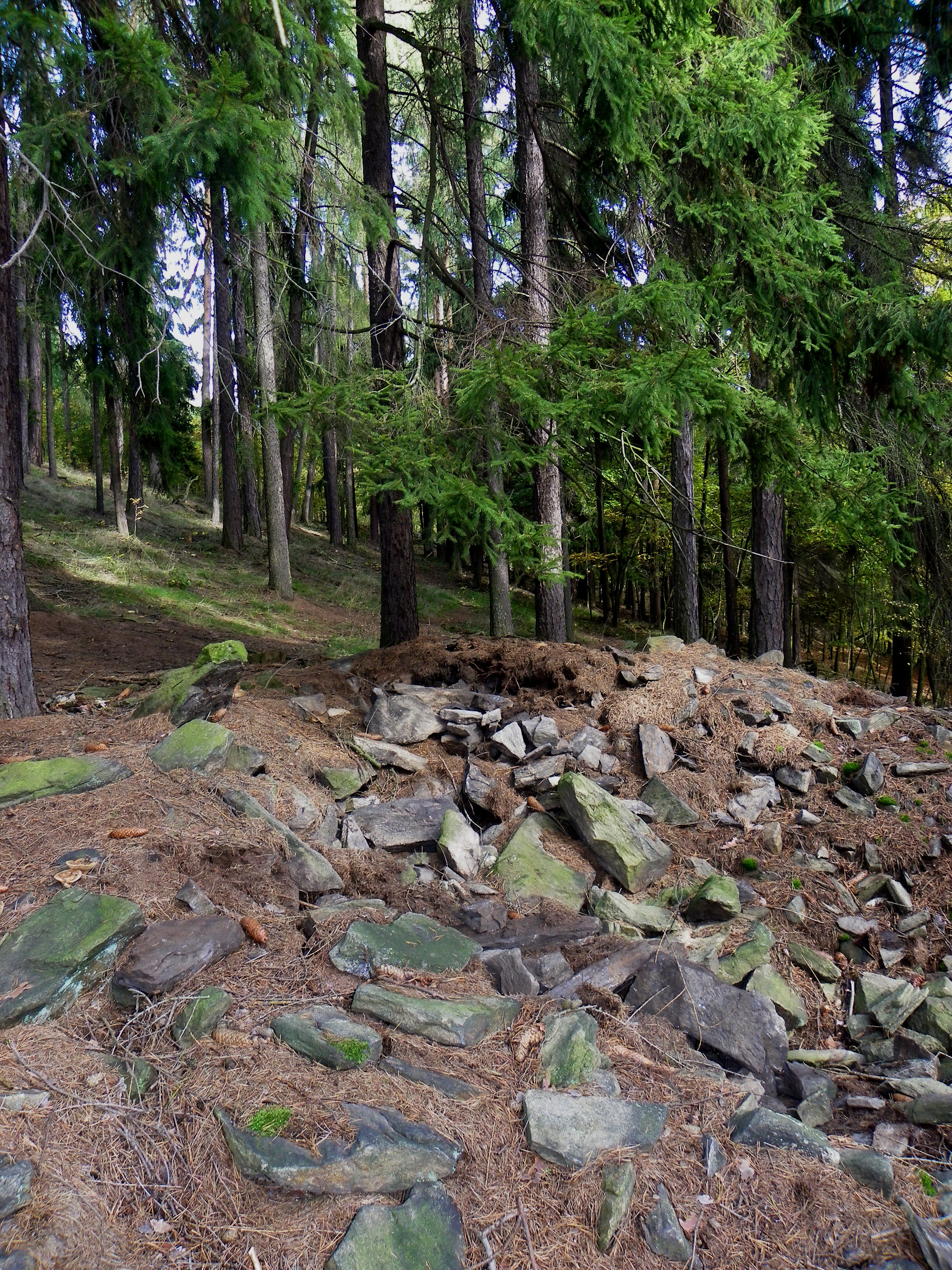
Odvaly a těžební rýhy, jež jsou pozůstatkem historické těžby

Název Krušných hor pochází od slova „krušení“ a souvisí s výskytem minerálních rud, především cínu a stříbra, neboť po objevení byly tyto rudy dobývány rozrušováním neboli krušením. Mezi nejvýznamnější naleziště minerálů patří NPP Ciboušov, NPP Doupňák, Horní Halže a jiné.
Křemenné žíly s drahokamovými odrůdami, jaspisy a ametysty, byly v této oblasti nalezeny ve 14. století a jejich těžba probíhala až do 16. století. Těženy byly metr mocné žíly, tvořené fialovými ametysty, jež byly ostře ohraničené, a které na sebe nasedaly v několika vrstvách, a volné dutiny byly vyplněny cihlově a masově zbarvenými jaspisy.
V období středověku, kdy zde probíhala těžba nejintenzivněji, bylo zpracování jaspisů a ametystů velice důmyslné. Nejprve se nechaly hrubé a vylámané balvany rozřezat na tenké destičky o tloušťce 8 až 15 milimetrů. Takto nařezané destičky o různé velikosti byly následně z jedné strany dokonale vybroušeny a vyleštěny. Druhá strana se ponechala neopracovaná. Touto nezbroušenou stranou se vsazovaly drahokamy do připravených lůžek v nahozené omítce a vzniklé spáry se vyplnily štukem.
Těmito minerály nechal Karel IV. vyzdobit kaple hradu Karlštejna (kaple svatého Kříže, kaple svaté Kateřiny) a  svatováclavskou kapli ve svatovítské katedrále na Pražském hradě. Znovu se pokračovalo v těžbě ve století devatenáctém. Dodnes jsou zásahy člověka do krajiny patrné, v podobě odvalů a těžebních rýh. Těžba byla ovšem prokázána až v roce 1982, kdy v této lokalitě provedl archeologický výzkum Petr Machek. Všiml si totiž podoby drahokamových odrůd s kameny, které byly použity k výzdobě katedrály i Karlštejna. Právě z tohoto důvodu bylo území v roce 1982 vyhlášeno za zvláště chráněné. Znovu bylo jako národní přírodní památka zřízeno vyhláškou Ministerstva životního prostředí č. 147/2014 Sb.

## Přírodní poměry

### Geologie

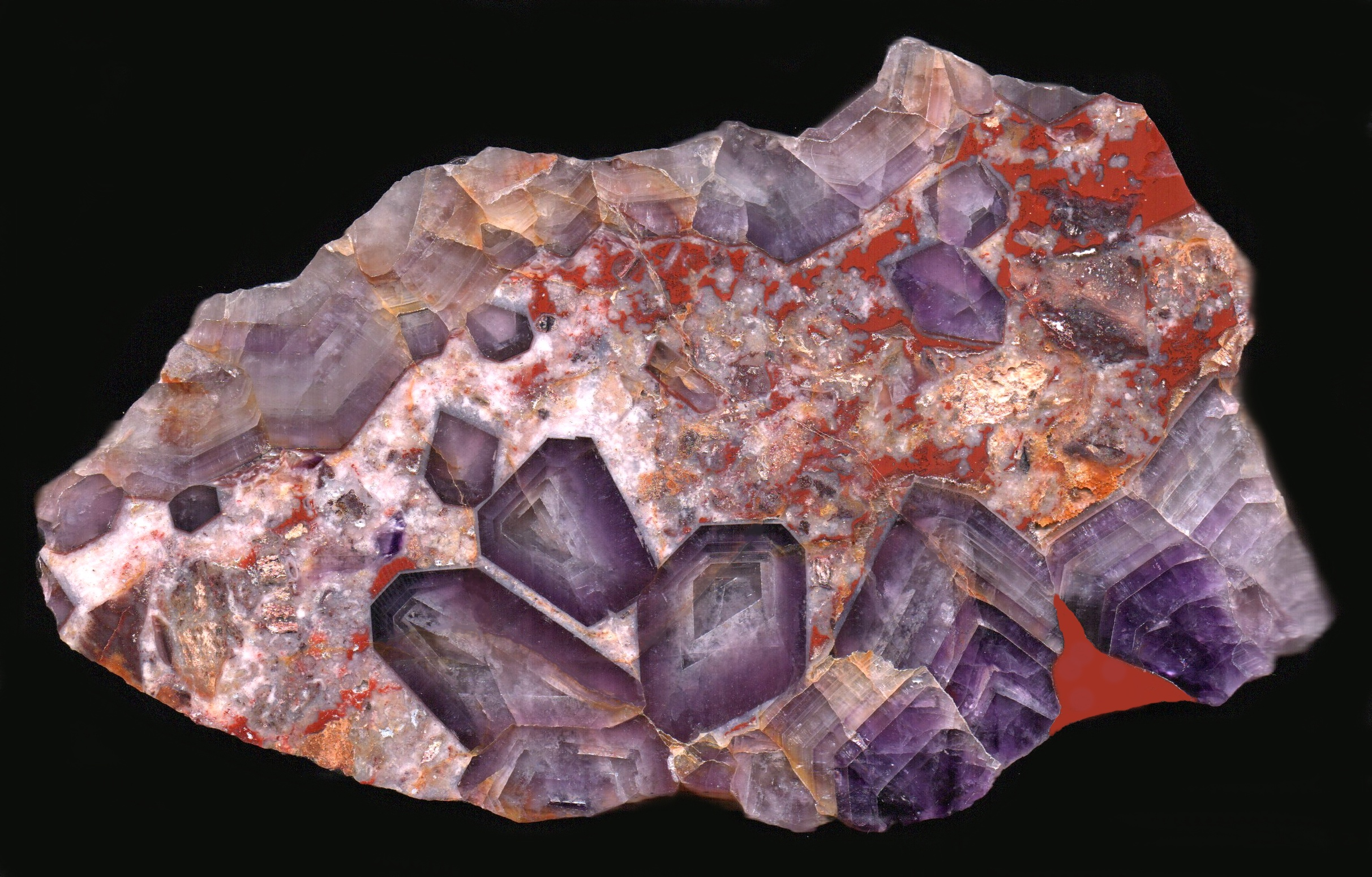
Ostře ohraničené fialové ametysty a červené jaspisy

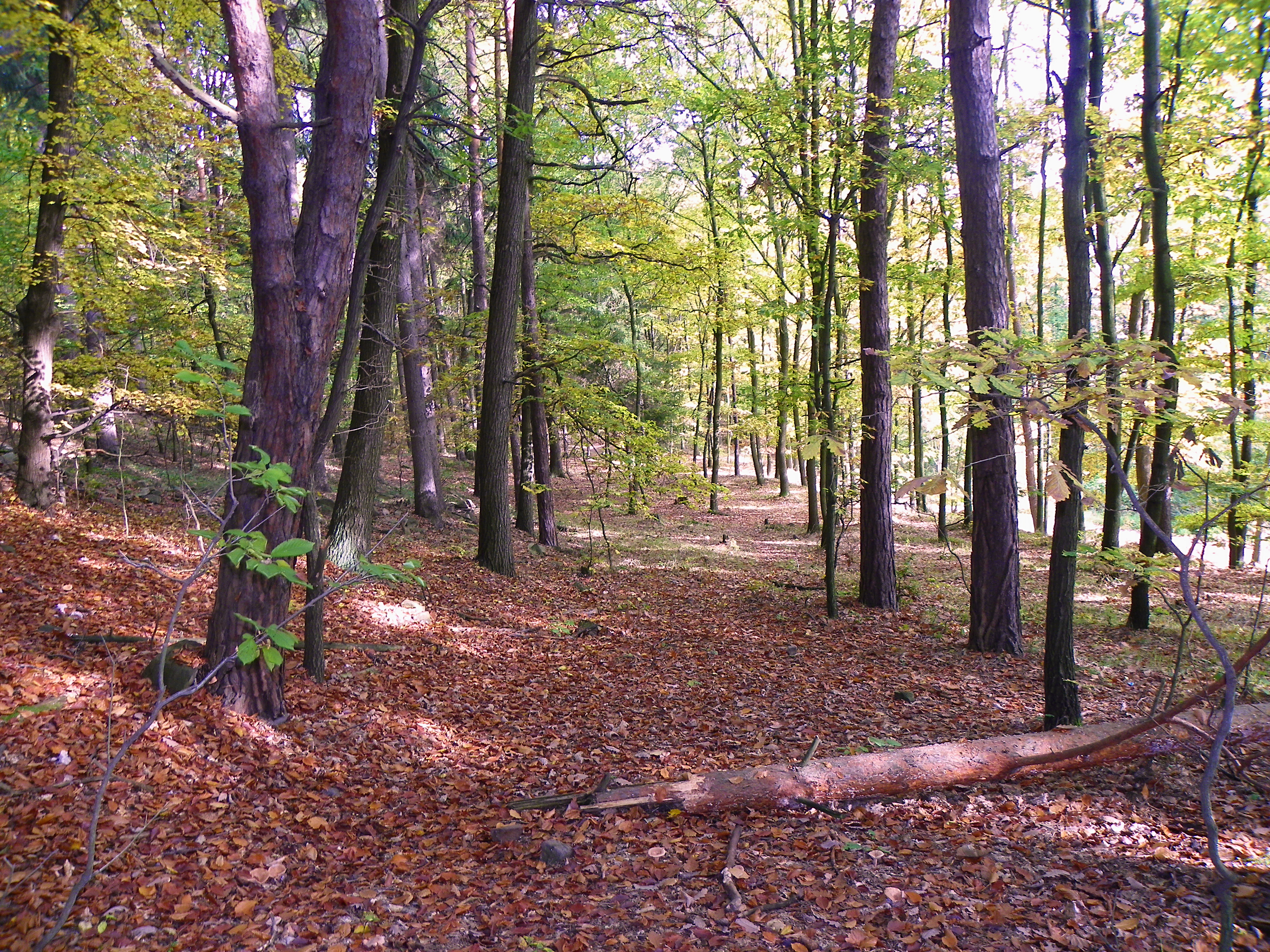
Okolní krajina pod místem naleziště

V celé oblasti převládají svorové ruly, přecházející k biotickým pararulám, jež bývají místy migmatizované. Stáří těchto hornin je odhadováno na svrchní proterozoikum až spodní paleozoikum. Svorové ruly představují v regionu přeměněné a rekrystalizované mořské sedimenty. Vlivem opakovaného působení tektonických pochodů došlo k rozpukání masívu a vzniklé pukliny byly následně vyplněny mineralizovanými roztoky. Výsledkem těchto dějů byla krystalizace minerálů a vznik hydrotermálních žil. Často také docházelo k vícefázovému vývoji žilné výplně na puklinách. Právě tak tomu bylo i v případě Ciboušova, kde drahokamové žilní výplni předcházela starší výplň barytová, jež byla rozpuštěna a nahrazena křemen-hematitovou v důsledku hydrotermálního procesu.
Křemenné žíly s drahokamovými odrůdami křemene, především jaspisu a ametystu s velkými vyrostlicemi krystalů ametystu se zde vyskytují pouze na úpatí a ve vrcholových partiích chybí.

### Flóra
Rezervaci Ciboušov tvoří smíšené lesní porosty, s mírnou převahou stromů jehličnatých. Z této třídy zde najdeme smrk ztepilý (Picea abies), borovici lesní (Pinus sylvesris) a modřín opadavý (Larix decidua). Z listnatých stromů je v této lokalitě hojná bříza bělokorá (Betula pendula) a dub zimní (Quercus petraea). Flóra je ve zdejší oblasti nevýznamná, nenajdeme zde žádné vzácné ani ohrožené druhy. Vegetaci tvoří metlička křivolaká (Avenella flexuosa), zvonek okrouhlolistý (Campanula rotundifolia) a různé druhy jestřábníků.

### Fauna
Z chráněných živočichů se na území Ciboušova nachází zmije obecná (Vipera berus), slepýš křehký (Anguis fragilis) a jestřáb lesní (Accipiter gentilis). V korunách stromů je k vidění veverka obecná a výjimečně do oblasti Ciboušova zavítá i ťuhýk obecný (Lanius collurio). Kromě běžných lesních zvířat se na tomto maloplošném chráněném území nenachází nijak význačná zvířena.

## Ochrana a rizika
Nelegální sběr a vykopávání jednotlivých kamenů zejména pro jejich následný prodej je negativním činitelem působícím na území NPP Ciboušova. Sběratelé rozebírají často celé kamenné snosy, provádějí drobné výkopy, mechanicky kameny rozrušují nebo odnášejí celé kamenné bloky pro jejich další zpracování, především v kamenických dílnách.
Cílem ochrany je však zabránit dalšímu vykopávání jednotlivých kamenů a současně i rozbíjení kamenných snosů a tím tedy zachovat zdejší významné mineralogické naleziště. V rámci ochrany tohoto území je zahrnuto i zabezpečení staré těžební rýhy.